# Treron pembaensis
Treron pembaensis é uma espécie de ave da família Columbidae.
É endémica da Tanzânia.
Os seus habitats naturais são: florestas subtropicais ou tropicais húmidas de baixa altitude, plantações  e jardins rurais.
Está ameaçada por perda de habitat.